# Palazzo Venera
Palazzo Venera è un edificio storico di Pisa, situato nel quartiere Santa Maria, sede distaccata del Dipartimento di Filologia, Letteratura e Linguistica dell'Università di Pisa.
Non si hanno notizie certe sul periodo di costruzione di Palazzo Venera. Il palazzo è noto per aver ospitato Vittorio Alfieri per un breve periodo e per essere stato la sede del primo collegamento a Internet in Italia nel 1986.

## Storia
La data di costruzione di Palazzo Venera è incerta: sicuramente la struttura principale del palazzo risale al medioevo, mentre la sua configurazione attuale risale al XVIII secolo. La possibile esistenza di una cinta muraria alto-medioevale, posta a ridosso del palazzo, rafforza l'ipotesi che l'area di Palazzo Venera sia il risultato di diversi accorpamenti eseguiti nel corso dei secoli, la cui traccia è ben visibile nello sviluppo disomogeneo della planimetria dell'edificio.
Nel XVIII secolo il palazzo fu di proprietà di una famiglia Nervi di Pisa, nel 1765 Giuliano Franco Prini sposò Anna Nervi e nel 1770 il palazzo fu ereditato dalla facoltosa famiglia Prini. Negli anni successivi all'acquisizione, i Prini restaurarono il palazzo ed effettuarono opere di abbellimento, tra cui diverse decorazioni pittoriche che vennero alla luce durante i lavori di restauro dei primi anni duemila.
Nel corso del XIX secolo il palazzo, noto in quegli anni come Palazzo Nervi-Prini, venne ulteriormente restaurato ed elevato all'attuale altezza di quattro piani. I lavori avvennero sicuramente nei primi anni del secolo: un'incisione del 1801 conferma come il palazzo fosse ancora a tre piani e con la presenza di uno stemma nobiliare al primo piano, mentre in un'incisione del 1834 il palazzo presenta quattro piani, il bugnato al piano terra e l'assenza dello stemma.

### Il soggiorno di Vittorio Alfieri
Sovra olimpico ponte in finto Marte

Vedea prodigi di valore e d'arte,

Per cui Pisa in Italia è sola viva.»
(Vittorio Alfieri, Sonetto CLXIV, maggio 1786.)

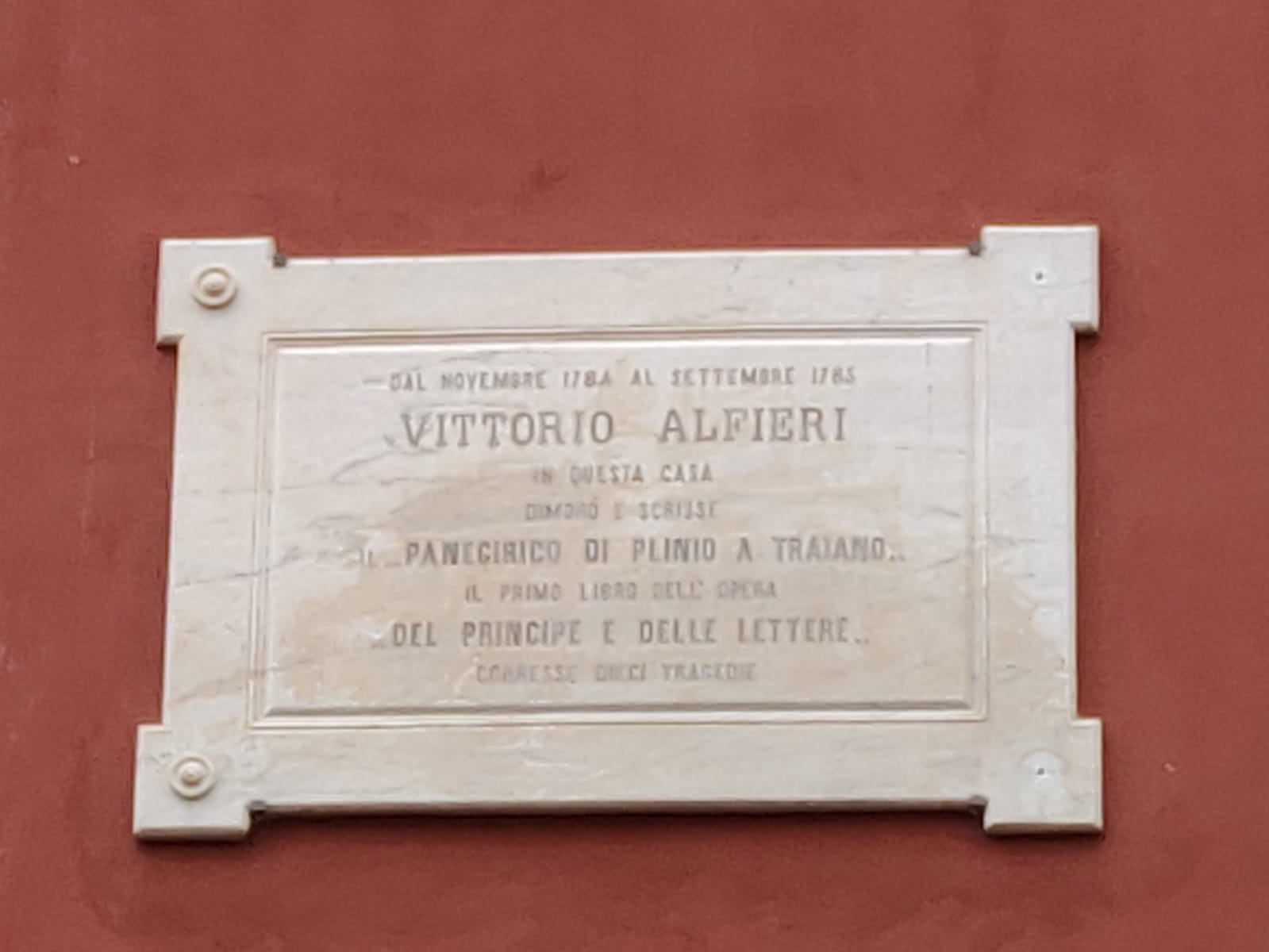
Lapide commemorativa del soggiorno a Pisa di Vittorio Alfieri esposta sulla facciata principale di Palazzo Venera

Nel novembre 1784, il poeta e scrittore Vittorio Alfieri decise di andare a vivere da solo a Pisa, lasciando la moglie a Bologna. In cerca di serenità, Alfieri rimase a Pisa fino al luglio 1785. Per Alfieri si trattò del secondo soggiorno pisano; da uno scambio epistolare che ebbe con il suo amico Mario Bianchi di Siena, si può stabilire con certezza che abitò a Palazzo Venera.
Durante il suo soggiorno, Alfieri scrisse il Panegirico di Plinio a Traiano, primo libro del trattato Del principe e delle lettere. Alfieri definì "capacissima" l'abitazione di Palazzo Venera che era caratterizzata da numerose camere dotate di grandi vetrate, da una prospettiva dipinta davanti all'ingresso, dalla stalla che poteva ospitare fino a sei cavalli e da un giardino profumato e silenzioso.

### La prima connessione a Internet

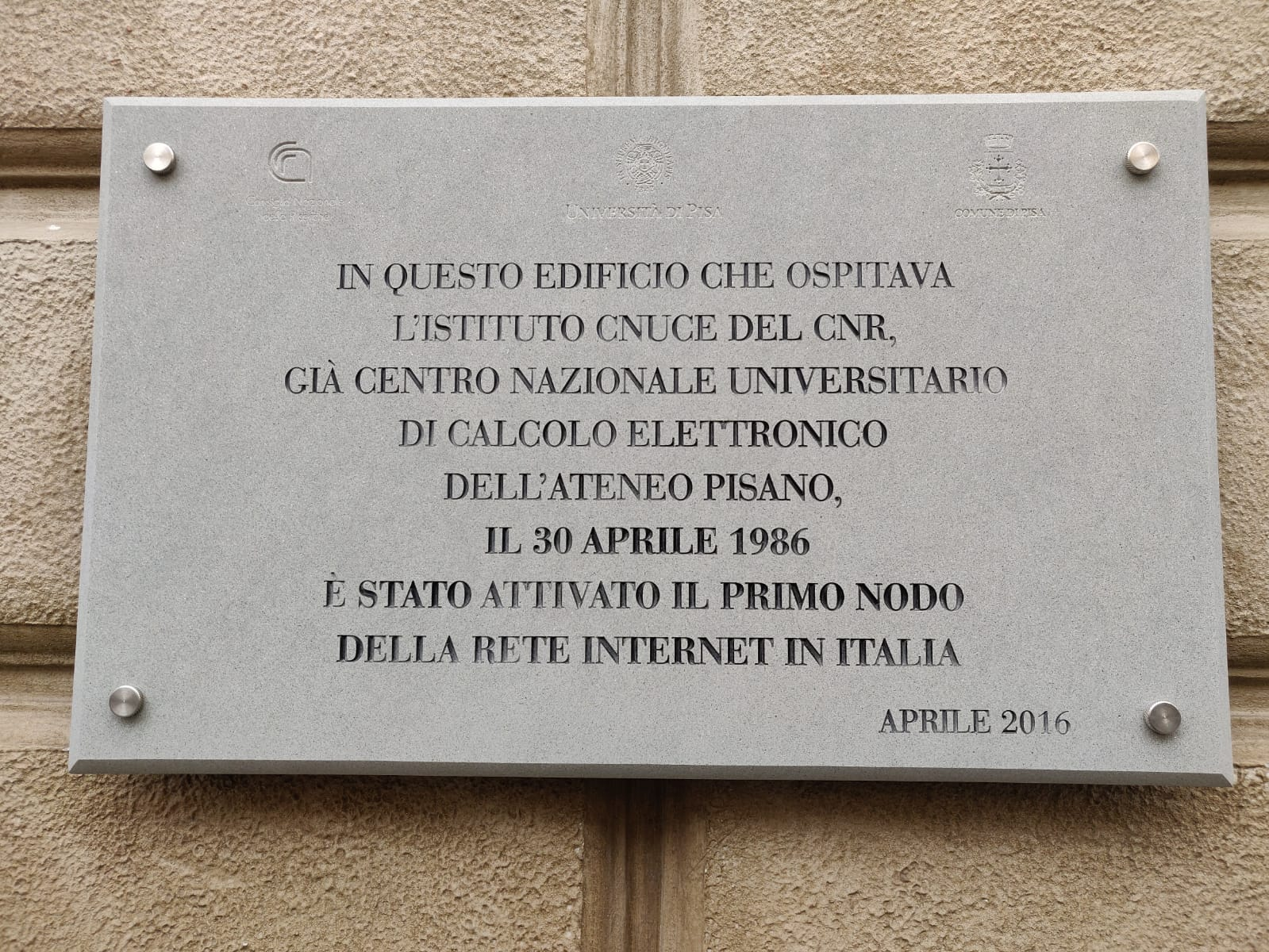
Targa commemorativa della prima connessione a Internet in Italia esposta davanti all'ingresso principale di Palazzo Venera

Nel 1963 Alessandro Faedo, allora rettore dell'Università di Pisa, decise di acquisire il palazzo per ospitare la nuova sede del Centro Nazionale Universitario di Calcolo Elettronico del CNR.
Tra il 1963 e il 1964 il palazzo venne restaurato e riconfigurato internamente. Gli spazi adibiti ad appartamenti vennero riconvertiti in uffici. La collocazione di laboratori e officine al piano terra e la creazione di un locale ascensore cambiarono radicalmente la disposizione interna originale del palazzo. I lavori vennero effettuati senza tenere in considerazione il patrimonio storico-artistico del palazzo che perse molte delle sue opere artistiche e decorazioni pittoriche originali.
Il 30 aprile 1986 il ricercatore Antonio Bonito monitorò in sala macchine il viaggio di un semplice segnale che trasportava il messaggio "OK". Il segnale arrivò a Roaring Creek in Pennsylvania e tornò indietro a Pisa attraverso la rete satellitare atlantica SATNET. Questo evento rappresentò il primo collegamento a Internet in Italia.

### Il recupero e il restauro nei primi anni duemila
Il palazzo fu protagonista di un ulteriore restauro nei primi anni duemila. I lavori iniziarono nel 2003 e terminarono nel 2006 con l'intento di recuperare la struttura in vista della sua nuova funzione di sede del Dipartimento di Linguistica dell'Università di Pisa. Dal punto di vista funzionale, il restauro ha riconfigurato il piano terra per adeguarlo alle funzioni didattiche, il secondo e il terzo piano sono stati oggetto di una riorganizzazione funzionale e il quarto piano ha visto l'ampliamento del sottotetto e la creazione di nuovi spazi.
Per quanto riguarda il restauro architettonico, sono stati eliminati elementi impropri, utilizzati materiali leggeri, rifatte le pavimentazioni in linea con lo stile originale del palazzo e sono state recuperate e restaurate diverse decorazioni pittoriche presenti sulle volte e sulle pareti di alcune stanze.
Inoltre nel progetto di restauro venne inserito il palazzo adiacente di due piani che divenne sede del Centro Linguistico Interdipartimentale di Pisa e che ora costituisce insieme a Palazzo Venera un unico complesso edilizio.

## Descrizione
Il palazzo si presenta con una facciata realizzata a intonaco disposta su quattro piani con un piano terra trattato a bugnato. Su ogni piano sono presenti undici finestre con cornici modanate che costituiscono una prova della disomogeneità planimetrica della struttura, data dall'allineamento fuori asse che si evince da una variazione nella disposizione delle finestre.
Dopo numerosi restauri, il palazzo si presenta ben diverso da come appariva nel XVIII secolo: gli interni di valore hanno lasciato spazio a uffici e locali tecnici. Dal punto di vista storico-artistico sono degne di nota le volte dipinte del primo piano, ma i numerosi interventi che la struttura ha subito nel corso dei secoli hanno ridotto notevolmente il patrimonio artistico del palazzo.